# Уряд Гвінеї-Бісау
Уряд Гвінеї-Бісау — вищий орган виконавчої влади Гвінеї-Бісау.

## Голова уряду
- Прем'єр-міністр — Карлос Коррея (англ. Carlos Correia).
- Представник президента Гвінеї-Бісау у справах Ради міністрів і парламенту — Бакіро Джа (англ. Baciro Dja).

## Кабінет міністрів
Склад чинного уряду подано станом на 28 вересня 2015 року.
| Логотип | Міністерство                                                                      | Міністр                                            | Фото | Час на посаді | Час на посаді | Партія | Партія | Вебсайт |
| ------- | --------------------------------------------------------------------------------- | -------------------------------------------------- | ---- | ------------- | ------------- | ------ | ------ | ------- |
|         | Міністерство внутрішніх справ                                                     | Боче Канде (Botche Cande)                          |      |               |               |        |        |         |
|         | Міністерство державної служби та адміністративної реформи                         | Адемір Нельсон Бело (Ademir Nelson Belo)           |      |               |               |        |        |         |
|         | Міністерство економіки і фінансів                                                 | Жеральдо Мартінс (Geraldo Martins)                 |      |               |               |        |        |         |
|         | Міністерство енергетики і промисловості                                           | Флорентіно Перейра (Florentino Pereira)            |      |               |               |        |        |         |
|         | Міністерство житлово-комунального господарства, будівництва й міського планування | Жозе Антоніо де Альмейда (Jose Antonio de Almeida) |      |               |               |        |        |         |
|         | Міністерство закордонних справ                                                    | Маріо Лопес да Роса (Mario Lopes da Rosa)          |      |               |               |        |        |         |
|         | Міністерство масової комунікації                                                  | Анело Регала (Agnelo Regala)                       |      |               |               |        |        |         |
|         | Міністерство оборони                                                              | Каді Мане (Cadi Mane)                              |      |               |               |        |        |         |
|         | Міністерство освіти                                                               | Одете Семедо (Odete Semedo)                        |      |               |               |        |        |         |
|         | Міністерство охорони здоров'я                                                     | Валентина Мендес (Valentina Mendes)                |      |               |               |        |        |         |
|         | Міністерство природних ресурсів                                                   | Даніель Гомес (Daniel Gomes)                       |      |               |               |        |        |         |
|         | Міністерство сільського господарства і розвитку                                   | Жоао Анібал Перейра (Joao Anibal Pereira)          |      |               |               |        |        |         |
|         | Міністерство торгівлі й традиційних ремесел                                       | Антоніо Серіфо Ембало (Antonio Serifo Embalo)      |      |               |               |        |        |         |
|         | Міністерство у справах жінок, сім'ї та соціальної згуртованості                   | Білоні Нхассе (Bilony Nhasse)                      |      |               |               |        |        |         |
|         | Міністерство юстиції                                                              | Кармеліта Пірес (Carmelita Pires)                  |      |               |               |        |        |         |